# Esther Anderson
Esther Jackie Anderson es una actriz y modelo australiana; conocida por haber interpretado a Charlie Buckton en la serie Home and Away.

## Biografía
Nació en Australia, es hija de Rhonda y Jack Anderson, un veterano de la Segunda Guerra Mundial, que sirvió en RAAF en Nueva Guinea. Tiene una hermana mayor llamada Lara Anderson y una menor. Su tío Tom fue uno de los Rats of Tobruk y su tía Anne también estuvo en servicio.
Es buena amiga de la actriz Kimberley Cooper.
Salió con Adam Nicholl.
En junio de 2008 empezó una relación con el actor Conrad Coleby, pero la relación terminó en enero del 2010.
En el 2012 salió con el futbolista estadounidense Joel Selwood, pero la relación terminó más tarde.
En el 2015 comenzó a salir con Howard Moggs, a finales de febrero del 2016 anunciaron que estaban comprometidos. La pareja se casó en febrero del 2017 en Geelong, Melbourne, Australia: entre los invitados estuvieron los actores Tessa James, Bernard Curry y Kimberley Cooper.
En abril del 2018 la pareja anunció que estaban esperando a su primer bebé juntos, finalmente en agosto del mismo año tuvieron su primer hijo, Forest Jack Moggs.

## Carrera
Antes de convertirse en actriz, modeló para Patons, Bride, Everybody y Zenzue; trabajó como modelo en Tokio, Osaka, Hong Kong, Corea y Europa. Su carrera como modelo empezó en Japón durante seis años, donde hizo algunos comerciales.
Es modelo de Chadwick Models.
Su papel más importante en televisión lo obtuvo en el 2008 cuando se unió al elenco de la aclamada serie australiana Home and Away, donde interpretó a la Oficial Charlie Buckton, hasta el 24 de enero de 2012 después de que su personaje muriera luego de recibir varios disparos de Jake Pirovic y quedara en estado vegetativo y su hija decidiera desconectar la máquina que le permitía respirar. Charlie tenía un carácter fuerte, muchas agallas y nunca tiene miedo de mostrar quién es. Durante un tiempo Charlie salió con Joey, una mujer, sin embargo la relación terminó cuando Joey dejó Bay. Regresó a la serie brevemente el 17 de junio de 2013 luego de aparecérsele a Brax como una ilusión y su última aparición fue el 20 de junio del mismo año.
En julio de 2010 se unió al elenco de la décima temporada del concurso de baile de Australia Dancing with the Stars, donde participó junto a su pareja el bailarín Brendon Midson, ambos se convirtieron en la sexta pareja en salir del programa.
Ese mismo año apareció en el corto Breathing Underwater donde interpretó a Jodie. El corto sigue la historia de Jodie, una madre incapaz de seguir adelante con su vida después de la muerte de su hijo, quien murió ahogado. Jodie se aferra desesperadamente a la memoria de su hijo sumergiéndose en la piscina de su casa y pronto su obsesión comienza a afectar su relación con el resto de su familia.
En el 2012 apareció en la película Sacrifice.
En el 2013 se unió al elenco de la serie Siberia, la cual fue filmada en Canadá, donde interpreta a la modelo Esther, hasta ahora.

## Filmografía

### Series de Televisión
| Año               | Título          | Personaje       | Notas                              |
| ----------------- | --------------- | --------------- | ---------------------------------- |
| 2014              | Half Sisters    | Invitada        | episodio "The Baby Shower"         |
| 2013              | Siberia         | Esther          | 11 episodios                       |
| 2008 - 2012, 2013 | Home and Away   | Charlie Buckton | 378 episodios                      |
| -                 | No Hiding Place | Anfitriona      | episodio "My Father Is My Brother" |

### Películas
| Año  | Título               | Personaje        | Notas |
| ---- | -------------------- | ---------------- | --- |
| 2015 | Broken Contract      | Det. Keeling     | junto a Christopher Morris, Jag Pannu & Will Weatheritt                                                        |
| 2014 | Wait                 | Sam              | junto a Micah Parker, Nathan Stayton, Catherine Warner, Murielle Zuker, Andrew Bongiorno & Matthew Tully Brown |
| 2012 | The Next Big Thing   | Janet            | corto - junto a Julian Curtis, Hollie Andrew, Galen Howard & David Coussins                                    |
| 2012 | Sacrifice            | -                | - |
| 2010 | Breathing Underwater | Jodie Layersmith | corto - junto a Andrew Buchanan                                                                                |

### Apariciones
| Año  | Programa                   | Aparición                    | Notas                        |
| ---- | -------------------------- | ---------------------------- | ---------------------------- |
| 2010 | Bailando con las estrellas | Esther Anderson              | participante                 |
| 2008 | Sunrise                    | Esther Anderson              | episodio del 28 de noviembre |
| 2007 | The Three Dumas            | General Toussaint Louverture | -                            |
| 2007 | Bob Marley Freedom Road    | -                            | -                            |
| 2007 | The Boatique               | Esther Anderson              | 12 episodios                 |
| 2007 | Postcards                  | Reporter                     | junto a Brodie Harper        |

## Premios y nominaciones
| Año  | Categoría                      | Premio                                    | Serie         | Resultado |
| ---- | ------------------------------ | ----------------------------------------- | ------------- | --------- |
| 2012 | Most Popular Personality on TV | Gold Logie Award                          | Home and Away | Nominada  |
| 2012 | Most Popular Actress           | Silver Logie Award                        | Home and Away | Nominada  |
| 2011 | Best Daytime Star              | Inside Soap Awards                        | Home and Away | Nominada  |
| 2010 | TV Actress                     | Cosmopolitan Fun, Fearless, Female Awards | Home and Away | Nominada  |
| 2010 | Best Daytime Star              | Dolly Teen Choice Award                   | Home and Away | Nominada  |
| 2010 | Most Popular Personality on TV | Gold Logie Award                          | Home and Away | Nominada  |
| 2010 | Most Popular Actress           | Silver Logie Award                        | Home and Away | Nominada  |
| 2009 | Cosmo Women of the Year        | Cosmopolitan Fun, Fearless, Female Awards | -             | Ganó      |